# 河东街道 (泊头市)
河东街道，是中华人民共和国河北省沧州市泊头市下辖的一个乡镇级行政单位。

## 行政区划
河东街道下辖以下地区：
潘庄街社区、河东北新街社区、河东北街社区、河东大街社区、刘辛街社区、柳丝馆街社区、东顺河街社区、河东南街社区、枣市街社区、刘辛南街社区、红旗南街社区、红旗北街社区、车站北街社区、车站南街社区、道东北街社区、道东街社区、南仓街社区和南仓南街社区。